# Ɨ
I barrada (mayúscula: Ɨ, minúscula: ɨ), es una letra del alfabeto latino, formada a partir de la I o i con la adición de una barra.
En el Alfabeto Fonético Internacional, ɨ se emplea para representar una vocal cerrada central no redondeada.
El código Unicode para la minúscula es U+0268 y para mayúscula es U+0197.

## Unicode
| Carácter      | Ɨ                                  | Ɨ                                  | ɨ                                | ɨ                                | ᵻ                                        | ᵻ                                        | ᶤ                                   | ᶤ                                   | ᶧ                                           | ᶧ                                           |
| ------------- | ---------------------------------- | ---------------------------------- | -------------------------------- | -------------------------------- | ---------------------------------------- | ---------------------------------------- | ----------------------------------- | ----------------------------------- | ------------------------------------------- | ------------------------------------------- |
| Unicode       | LATIN CAPITAL LETTER I WITH STROKE | LATIN CAPITAL LETTER I WITH STROKE | LATIN SMALL LETTER I WITH STROKE | LATIN SMALL LETTER I WITH STROKE | LATIN SMALL CAPITAL LETTER I WITH STROKE | LATIN SMALL CAPITAL LETTER I WITH STROKE | MODIFIER LETTER SMALL I WITH STROKE | MODIFIER LETTER SMALL I WITH STROKE | MODIFIER LETTER SMALL CAPITAL I WITH STROKE | MODIFIER LETTER SMALL CAPITAL I WITH STROKE |
| Codificación  | decimal                            | hex                                | decimal                          | hex                              | decimal                                  | hex                                      | decimal                             | hex                                 | decimal                                     | hex                                         |
| Unicode       | 407                                | U+0197                             | 616                              | U+0268                           | 7547                                     | U+1D7B                                   | 7588                                | U+1DA4                              | 7591                                        | U+1DA7                                      |
| UTF-8         | 198 151                            | C6 97                              | 201 168                          | C9 A8                            | 225 181 187                              | E1 B5 BB                                 | 225 182 164                         | E1 B6 A4                            | 225 182 167                                 | E1 B6 A7                                    |
| Ref. numérica | &#407;                             | &#x197;                            | &#616;                           | &#x268;                          | &#7547;                                  | &#x1D7B;                                 | &#7588;                             | &#x1DA4;                            | &#7591;                                     | &#x1DA7;                                    |

- Datos: Q394664
- Multimedia: Ɨ / Q394664